# Broekhuizenvorst
Broekhuizenvorst (Noord-Limburgs: Vors) is een dorp in het noorden van de Nederlandse provincie Limburg. Het dorp maakt deel uit van de gemeente Horst aan de Maas en is gelegen langs de Maas, ongeveer 15 kilometer ten noorden van Venlo. Broekhuizenvorst heeft 1.120 inwoners.

## Wapen van Broekhuizenvorst
Sinds in ieder geval 30 augustus 1651 heeft het een eigen wapen gehad, en sinds ze een eigen schepenbank had in 1727 werd het ook door deze gebruikt. Het wapen vertoont de Heiland die in de linkerhand een wereldbol houdt.

## Geschiedenis
Het dorp lag in Opper-Gelre en maakte deel uit van het ambt Kessel, dat de Hertog van Gelre - en later de Spaanse Koning als zijn opvolger vanaf 1543 - toebehoorde. De heerlijkheid zelf vormde vroeger (met zekerheid vanaf 1424) bestuurlijk een geheel met Swolgen en had een gezamenlijke schepenbank die onder voorzitterschap stond van de ambtman van Kessel. De Spaanse koning die tevens de heerlijkheid hier bezat, verkocht deze in 1655 wegens geldproblemen aan de Staten van Gelre en Zutphen, die het op hun beurt weer verkochten aan Francois Guillaume de Fleming in 1673; zijn zoon verkocht de heerlijkheid van Broekhuizenvorst in 1727 aan Hendrik Ignatius Schenk van Nydeggen. In 1771 werd de schepenbank met Ooijen samengevoegd (waar het kerkelijk ook al één geheel mee vormde). Toen het Spaanse koningshuis uitstierf, volgde de Spaanse Successieoorlog die er toe leidde dat ook Broekhuizenvorst door de Pruisen werd bezet en formeel in 1713 Pruisisch werd. Dit bleef zo totdat de Fransen in 1794 Pruisisch Gelder definitief veroverden. In 1798 werden de heerlijke rechten en schepenbanken door de Fransen afgeschaft en vervangen door andere bestuursvormen. Bij de totstandkoming van het Koninkrijk der Nederlanden (1814) werd Broekhuizenvorst hiervan onderdeel. Bij de Belgische Revolutie (1830) koos dit gebied echter voor aansluiting met België en kwam het bij het vredesverdrag van Londen in 1839 bij de Duitse Bond, waar in 1866 uit werd gestapt. Sinds die tijd is Broekhuizenvorst definitief in Nederland gelegen.
De voormalige gemeente Broekhuizen, kleinste Limburgse gemeente op dat moment, is in 2001 opgeheven. Het bestond toen uit twee kernen: Broekhuizen (circa 744 inwoners), Broekhuizenvorst (circa 1053 inwoners) en twee gehuchten: Stokt en Ooijen. Het gemeentehuis stond in Broekhuizenvorst.

## Monumenten

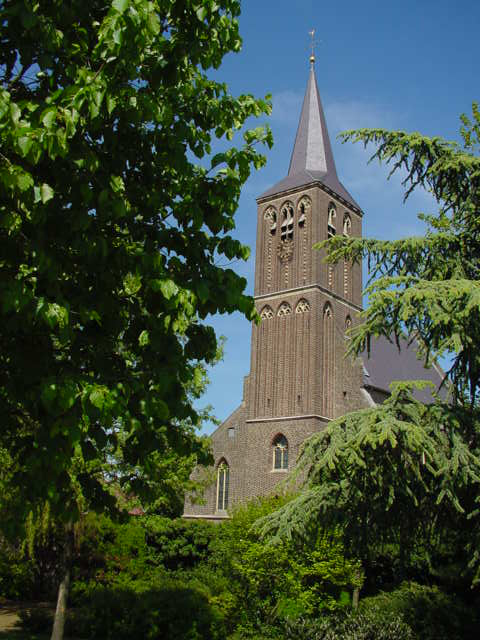
Kerk Broekhuizenvorst

- De Heilige Naam Jezuskerk, deels 15e-eeuws.
- In het zuidwesten van het dorp ligt het (voormalig) kasteel de Kolck, tegenwoordig een boerderij in U-vorm met gracht en ophaalbrug.
- Kasteel Ooijen
- Sint-Annakapel in Ooijen
- Onze-Lieve-Vrouw-Sterre-der-Zeekapel
- Onze-Lieve-Vrouw-van-Zeven-Smartenkapel
- Onze-Lieve-Vrouw-van-Lourdeskapel

Zie ook:
- Lijst van rijksmonumenten in Broekhuizenvorst
- Lijst van gemeentelijke monumenten in Broekhuizenvorst

## Natuur en landschap
Broekhuizenvorst ligt op de linkeroever van de Maas, op een hoogte van ongeveer 16 meter. Het landschap wordt in het noorden gekenmerkt door voormalige Maasbeddingen en rivierduincomplexen, met hier en daar broekbosjes.

## Woonachtig geweest in Broekhuizenvorst
- Jack Lance, auteur
- Joost Nuissl, kleinkunstenaar, liedjesschrijver en theaterman
- Willem Weijs, trainer betaald voetbal

## Nabijgelegen kernen
Broekhuizen, Swolgen, Blitterswijck